# История железнодорожного транспорта Великобритании в 1923-1947
Эта статья является частью серии статей по истории железнодорожного транспорта в Великобритании
История железнодорожного транспорта Великобритании в 1923—1947 — период охватывает возрастание конкуренции между дорогами в 1920-е годы, появление и усовершенствование мощных скоростных паровозов достигающих скорости 160 км/ч, Вторую мировую войну.
В этот период железнодорожная инфраструктура страны находилась в основном под управлением большой четвёрки Британских железнодорожных компаний: Great Western Railway, London, Midland and Scottish Railway, London and North Eastern Railway, Southern Railway.
Во время Первой мировой войны железнодорожная сеть Великобритании была взята под контроль Дирекции по снабжению и транспорту военного министерства Великобритании. Это показало некоторые преимущества управления дорог при меньшем числе железнодорожных компаний. После войны было достигнуто понимание того, что развитие железнодорожной сети должно продолжаться в новых условиях.
В 1921 году был издан закон о железных дорогах согласно которому почти все из сотен существовавших до этого железнодорожных компаний были объединены в четыре новые компании: Great Western Railway (GWR), London, Midland and Scottish Railway (LMS), London and North Eastern Railway (LNER), Southern Railway (SR).
Некоторые железнодорожные линии остались вне этого объединения. В частности в состав «Большой четвёрки» не вошли дороги управляемые Joint railway.